# Helena Andresen
Helena Andresen, née le 26 septembre 2001 à Kolding (Danemark), est une femme politique danoise, membre de l'Alliance libérale. Elle est députée au Folketing depuis 2022.

## Biographie
Engagée au sein de l'Alliance libérale, elle est élue députée au Folketing lors des élections législatives du 1er novembre 2022. Après le scrutin, elle devient la porte-parole de son groupe parlementaire pour les questions de logement, d'enfance et d'éducation.